# Aedes scutellaris
Aedes scutellaris es una especie de mosquito encontrado en las islas de Ambón, Aru, Ceram y Nueva Guinea. Es un vector del virus del dengue.